# Culicia australiensis
Culicia australiensis is een rifkoralensoort uit de familie van de Rhizangiidae. De wetenschappelijke naam van de soort is voor het eerst geldig gepubliceerd in 1933 door Hoffmeister.